# 天主教巴馬科總教區
天主教巴馬科總教區（拉丁語：Archidioecesis Bamakoënsis）是馬里一個羅馬天主教教省總教區，下轄五個教區。是該國唯一一個總教區。

## 歷史
1868年設撒哈拉暨蘇丹宗座監牧區，1891年升為代牧區。1921年7月2日分出巴馬科和瓦杜加古兩個代牧區。1955年9月14日升為總教區。

## 現況
總教區包括首都巴馬科、庫利科羅區中部五個縣和錫卡索區西部三個縣，2006年有教友128,791人（佔轄區總人口3.6%）、十個堂區、四十七名司鐸。現任總主教為若望·澤波準樞機。